# Dennis Russell Davies
Dennis Russell Davies (* 16. dubna 1944, Toledo, Ohio, USA) je americký dirigent a pianista usazený v Rakousku, od sezóny 2018/2019 umělecký ředitel a šéfdirigent Filharmonie Brno.

## Život
Narodil se 16. dubna 1944 v Toledu ve státě Ohio Spojených států amerických. Vystudoval Juilliard School v New Yorku.
V USA měl angažmá uměleckého vedoucího Saintpaulského komorního orchestru v Saint Paul ve státě Minnesota, pět let vedl Brooklynskou filharmonii a v letech 1977 až 2002 byl šéfdirigentem Orchestru amerických skladatelů v New Yorku, který tehdy spoluzakládal.
Od roku 1980 se trvale přestěhoval do Evropy. Zde působil ve vedoucích pozicích ve Stuttgartské státní opeře a u Stuttgartského komorního orchestru, dále u Orchestru Beethovenhalle a v Opeře v Bonnu, 15 let u Brucknerova orchestru a v Zemském divadle v Linci, u Symfonického orchestru v Basileji a u Vídeňského rozhlasového orchestru ORF.
Na Mozarteu v Salcburku vyučoval dirigování.
V květnu 2017 na Pražském jaru provedl spolu s brněnskou filharmonií Schnittkeho Faustovskou kantátu a Planety Gustava Holsta. S týmž orchestrem pak poprvé v Brně vystoupil již po podepsání smlouvy o čtyřletém angažmá, kdy v dubnu 2018 řídil závěrečný koncert Velikonočním festivalu duchovní hudby včetně Janáčkovy Glagolské mše. Oficiální inaugurační koncert byl ohlášen na 18. září v sále Stadion s Dvořákovou první symfonií „Zlonické zvony“ a českou premiérou Nauky o harmonii Johna Adamse.

## Dílo
Diskografie Dennise Russella Daviese zahrnuje na osmdesát položek, včetně kompletních vydání symfonií Antona Brucknera, Josepha Haydna, Arthura Honeggera či Philipa Glasse nebo Beethovenovy opery Fidelio a Mozartovy Kouzelné flétny v úpravě pro čtyřruční klavír.

## Ocenění
V lednu 2025 obdržel ocenění Cena města Brna za rok 2024.